# Ralph Weber
Ralph Weber (San Gallo, 31 maggio 1993) è un ex sciatore alpino svizzero.

## Biografia
Ralph Weber, specialista delle prove veloci nato a San Gallo e originario di Gossau, ha fatto il suo esordio in gare FIS il 18 dicembre 2008 partecipando al supergigante disputato a Davos e giungendo 103º. In Coppa Europa ha debuttato il 7 gennaio 2011 a Wengen, piazzandosi 52º nella medesima specialità, e ha ottenuto il primo podio l'8 febbraio 2012 a Sarentino arrivando 2º in discesa libera. Convocato per i Mondiali juniores di Roccaraso 2012, Weber ha conquistato due medaglie: l'oro nel supergigante e l'argento nella discesa libera. Pochi giorni dopo ha partecipato alla sua prima gara di Coppa del Mondo, il supergigante tenutosi a Schladming il 15 marzo, dove ha ottenuto il 22º posto.
Il 10 gennaio 2013 si è aggiudicato la sua prima vittoria in Coppa Europa nella discesa libera disputata sul tracciato Lauberhorn a Wengen e a fine stagione è risultato vincitore della classifica della specialità, così come nella stagione 2021-2022; nel circuito continentale ha conquistato l'ultima vittoria, nonché ultimo podio, il 9 febbraio 2022 a Kvitfjell in discesa libera, mentre in Coppa del Mondo i suoi migliori risultati sono stati due decimi posti, entrambi in discesa libera: il 28 dicembre 2014 a Santa Caterina Valfurva e il 18 gennaio 2020 a Wengen. Si è ritirato al termine della stagione 2023-2024 e la sua ultima gara in carriera è stata la discesa libera di Coppa del Mondo disputata il 17 febbraio a Kvitfjell (47º). Non ha preso parte a rassegne olimpiche o iridate.

## Palmarès

### Mondiali juniores
- 2 medaglie:
  - 1 oro (supergigante a Roccaraso 2012)
  - 1 argento (discesa libera a Roccaraso 2012)

### Coppa del Mondo
- Miglior piazzamento in classifica generale: 63º nel 2016

### Coppa Europa
- Miglior piazzamento in classifica generale: 3º nel 2022
- Vincitore della classifica di discesa libera nel 2013 e nel 2022
- 24 podi:
  - 8 vittorie
  - 9 secondi posti
  - 7 terzi posti

#### Coppa Europa - vittorie
| Data             | Località                | Paese    | Specialità |
| ---------------- | ----------------------- | -------- | ---------- |
| 10 gennaio 2013  | Wengen                  | Svizzera | DH         |
| 7 febbraio 2014  | Sarentino               | Italia   | SC         |
| 22 gennaio 2015  | Val-d'Isère             | Francia  | DH         |
| 27 gennaio 2016  | Davos                   | Svizzera | DH         |
| 10 dicembre 2019 | Santa Caterina Valfurva | Italia   | SG         |
| 7 dicembre 2020  | Zinal                   | Svizzera | SG         |
| 13 dicembre 2021 | Santa Caterina Valfurva | Italia   | SG         |
| 9 febbraio 2022  | Kvitfjell               | Norvegia | DH         |

Legenda:

DH = discesa libera

SG = supergigante

SC = supercombinata

### Campionati svizzeri
- 4 medaglie[3]:
  - 1 oro (discesa libera nel 2021)
  - 2 argenti (supercombinata nel 2012; supergigante nel 2015)
  - 1 bronzo (discesa libera nel 2013)

### Campionati svizzeri juniores
- 2 ori (discesa libera nel 2010; supercombinata nel 2011)[senza fonte]